# 熱舞17
《熱舞17》（英語：Dirty Dancing）是1987年發行的美國愛情電影，由派屈克·史威茲及珍妮佛·葛雷主演。

## 情節
1963年夏，被家人暱稱為寶貝的少女法蘭西絲隨家人到鄉村俱樂部度假，在俱樂部裏她結識了舞蹈員強尼。強尼與同為舞蹈員的朋友們每年夏天到俱樂部工作，教來度假的客人跳舞及在舞會上暖場。強尼的舞伴潘妮因意外懷孕而男方不願負責，需要一筆錢墮胎，但舞蹈員的收入並不多，在眾人為錢發愁之際被寶貝無意中得知。她向父親借到這筆錢，解決了錢的問題，但下一個問題接踵而來，幫潘妮墮胎的醫生排定的手術時間，潘妮得和強尼到另一間酒店表演，而其他舞蹈員都有事不能代替潘妮，於是寶貝自告奮勇。
兩個原本並不投契的男女，在要求默契及肢體碰觸的練舞過程中逐漸互生好感。表演的日子終於來臨，寶貝第一次在眾人面前表演，雖然緊張，並且沒完成辛苦練習的跳躍，但仍與強尼順利完成表演，獲得滿滿的掌聲。他們沈浸在高昂的情緒中返回俱樂部，卻發現潘妮由於密醫的粗糙手術痛苦難當的躺在床上呻吟。寶貝見狀立刻跑回去請來父親診治潘妮，潘妮因此得以脫離險境。
寶貝的父親誤會強尼是孩子的父親，對這個不負責任的男人非常不滿。寶貝夾在父親與強尼之間感到非常為難，此時又發生俱樂部客人錢包失竊事件，眾人都認定是強尼偷的，寶貝極力為強尼辯護，因為錢包失竊時她和強尼在一起約會，強尼雖然因此洗脫小偷的罪名，卻還是因為與客人交往而被開除。
寶貝為此十分難過自責，強尼卻覺得很開心，因為以前從來沒人站在他這邊，極力為他爭取過。隨著強尼離開，假期也接近尾聲，最後一夜，客人和俱樂部員工們一起準備了許多表演節目，寶貝靜靜坐在角落無心欣賞，然後強尼突然出現了。去而復返的強尼將寶貝帶到舞台上，為眾人再次表演了兩人苦練多時的那支舞蹈，絕佳的默契搭配迴蕩在兩人之間的甜蜜情感，獲得在場所有人的一致好評。被這樣的氣氛感染，眾人紛紛推開椅子、放下矜持跟隨節奏搖擺身體，而這個夏天，也在旋轉的身影中畫下完美句點。